# Nikólaos Tselementés
Nikólaos Tselementés (grec Νικόλαος Τσελεμεντές, AFI [ni'kolaos tʃelemen'des]) (1878 - Exampela (Sifnos, Grècia) -- 1958) va ser un cuiner grec de principis del segle xx. És considerat un dels més influents escriptors de cuina de la Grècia moderna.
Va créixer i va fer l'escola secundària a Atenes. Va començar a treballar fent de passant de notari però es va iniciar en la cuina al restaurant de son pare i son oncle. Va estudiar cuina a Viena durant un any i de tornada a Grècia va treballar per a algunes ambaixades. Es va començar a fer conegut amb la revista Οδηγός Μαγειρικής (Odigós magirikís o Guia de cuina) que va començar a publicar el 1910, i que incloïa a més de receptes, consells de nutrició, gastronomia internacional, notícies culinàries, etc. El 1919 va esdevenir gerent de l'hotel Hermes d'Atenes. El 1920 va marxar als Estats Units on va treballar en alguns dels restaurants de més nivell del món, com el Saint Moritz de Nova York, mentre continuava els seus estudis superiors de cuina, confiteria, i dietètica.
El 1920 va publicar el seu conegut i influent llibre de receptes Οδηγός Μαγειρικής και Ζαχαροπλαστικής (Odigós magirikís ke zakharoplastikís o Guia de cuina i pastisseria). El 1932 va tornar a Grècia i va fundar una petita escola de cuina i pastisseria per donar a conèixer el seu llibre, que es va convertir en el primer llibre de cuina complet de Grècia, i que ha tingut més de quinze reimpressions oficials durant les següents dècades.
Alguns dels plats que actualment són coneguts arreu com a mostres de la cuina grega són de fet reelaboracions de Tselementés de plats tradicionals, per exemple amb incorporació d'elements de la cuina francesa, com la beixamel de la moussaka.
El seu nom a Grècia és avui sinònim de llibre de cuina, i també s'utilitza de broma com a malnom d'algú que sap cuinar molt bé.